# Carlos Julio Martínez
Carlos Julio Martínez Rivas (Santo Domingo, 4 de febrero de 1994), también conocido como Carlitos, es un futbolista dominicano. Juega como defensa en el Club Deportivo Atlético Baleares de la Primera Federación.

## Trayectoria
Nacido en Villa Duarte, Santo Domingo, de padres Dominicanos llega a Barcelona, España en el año 2000. Jugó en el Club Esportiu Sant Gabriel durante 2 años y después de allí fichó por las categorías inferiores del Fútbol Club Barcelona, allí estuvo hasta el Juvenil A, tiempo después en ese mismo año ficha por el Villarreal Club de Fútbol "C".
En la temporada 2017-18, jugaría en el Marbella FC, con el que disputó una fase de ascenso a la Segunda División.
En la temporada 2018-19, firma por el CD Mirandés con el que logra el ascenso a la Segunda División de España. En las temporadas 2020-21 y 2021-22 jugó un total de 41 partidos en Segunda División en las filas del CD Mirandés.
En la temporada 2021-22, firma por el Miedź Legnica de la Ekstraklasa. 
En la temporada 2022-23, su segunda en el Miedz Legnica, jugaría 12 partidos.
El 31 de enero de 2023, firma por el Club Deportivo Atlético Baleares de la Primera Federación.
El 4 de julio de 2023, firma por el Club Deportivo Lugo de la Primera Federación.

## Selección nacional
Carlos prefirió representar a la República Dominicana realizando su debut en el 2010 con la sub-17 y en 2012 debutó con la selección de fútbol de la República Dominicana

## Clubes
| Club                    | País    | Año        |
| ----------------------- | ------- | ---------- |
| Villarreal C. F. "C"    | España  | 2013-2015  |
| Villarreal C. F. "B"    | España  | 2015-2016  |
| Marbella F. C.          | España  | 2016-2018  |
| C. D. Mirandés          | España  | 2018-2021  |
| Miedź Legnica           | Polonia | 2021-2023  |
| C. D. Atlético Baleares | España  | 2023       |
| C. D. Lugo              | España  | 2023-2024  |
| C. D. Atlético Baleares | España  | 2024- act. |

## Palmarés

### Títulos nacionales
| Título                                  | Club           | Año     |
| --------------------------------------- | -------------- | ------- |
| Copa Real Federación Española de Fútbol | C. D. Mirandés | 2018-19 |